# Гугкаевы
Гугка́евы (осет. Гугкатæ, Гуккатæ, тур. Gök) — осетинская фамилия.

## Происхождение
Старейшины фамилии рассказывают, что Гугкаевы некогда пришли в Куртатинское ущелье из Алагирского общества. Поселились они в Гули. У предка фамилии была покалечена рука, поэтому его потомков стали называть Гугката.
В 1820 г. Гугкаевы стали переселяться из горной земли на равнину. Многие из них поселились в селении Хумалаг. В 1865 году некоторые члены фамилии ушли вместе с Муссой Кундуховым в Турцию. Там они поселились в городе Карс, что находится недалеко от границы с Арменией. Также, несколько семей перебрались из Османской империи в Сирию.
В настоящее время Гугкаевы проживают в городах — Владикавказ, Беслан, Алагир, Ардон; сёлах — Хумалаг, Кадгарон, Хаталдон, Эммаус, Архонка, Ногир, Октябрьское; а также в других странах — Грузии, США, Канаде, Турции, Китае. Всего фамилия насчитывает 260 дворов.

## Генеалогия
Родственными фамилиями (осет. æрвадæлтæ) Гугкаевых являются Газиевы и Хостикоевы.

## Известные носители
- Владимир Заурбекович Гугкаев (1946—2025) — генеральный консул РФ в Женеве, полномочный представитель Республики Северная Осетия при Президенте России;
- Руслан Петрович Гугкаев — заслуженный артист РСО-А и Российской Федерации, артист цирка;
- Сергей Савельевич Гугкаев (1912—1966) — директор ВРЗ, был первым секретарём горкома КПСС. Награждён двумя орденами Трудового Красного Знамени, орденами Великой Отечественной войны I и II степени, медалями;
- Эвелина Леонтьевна Гугкаева (род. 1938) — народная артистка Республики Южная Осетия и Грузинской ССР;
- Ирина Георгиевна Гугкаева (род. 1952) — член Союза журналистов РФ, работала корреспондентом в газете «Социалистическая Осетия»;
- Инга Викторовна Гугкаева (1980—2004) — одна из жертв Бесланской трагедии;
- Заурбек Гугкаев (род. 1986) — дирижёр Мариинского театра, заслуженный артист Северной Осетии.